# Distretto di Zwettl
Zwettl è un distretto amministrativo austriaco dello stato della Bassa Austria.

## Geografia antropica
Il distretto è suddiviso in 24 comuni, di cui 3 con status di città e 20 con diritto di mercato. Ogni comune ha scritto sotto i propri comuni catastali (Katastralgemeinden), corrispettivi grossomodo alle frazioni.

### Città
- Allentsteig
  - Allentsteig, Bernschlag, Reinsbach, Thaua, Zwinzen
- Groß Gerungs
  - Aigen, Albern, Antenfeinhöfe, Blumau, Böhmsdorf, Dietmanns, Egres, Etlas, Etzen, Frauendorf, Freitzenschlag, Griesbach, Groß Gerungs, Groß Meinharts, Haid, Harruck, Häuslern, Heinreichs, Hypolz, Josefsdorf, Kinzenschlag, Klein Gundholz, Klein Reinprechts, Klein Wetzles, Kotting Nondorf, Marharts, Mühlbach, Nonndorf, Ober Neustift, Ober Rosenauerwald, Oberkirchen, Preinreichs, Reitern, Schall, Schönbichl, Siebenberg, Sitzmanns, Thail, Wendelgraben, Wurmbrand
- Zwettl
  - Annatsberg, Bernhards, Böhmhöf, Bösenneunzen, Edelhof, Eschabruck, Friedersbach, Gerlas, Germanns, Gerotten, Gradnitz, Großglobnitz, Großhaslau, Gschwendt, Guttenbrunn, Hörmanns, Hörweix, Jagenbach, Jahrings, Kleehof, Kleinmeinharts, Kleinotten, Kleinschönau, Koblhof, Marbach am Walde, Mayerhöfen, Merzenstein, Mitterreith, Moidrams, Negers, Neusiedl, Niederglobnitz, Niederneustift, Niederneustift, Niederstrahlbach, Oberstrahlbach, Oberwaltenreith, Ottenschlag, Purken, Ratschenhof, Rieggers, Ritzmannshof, Rosenau Dorf, Rosenau Schloss, Rottenbach, Rudmanns, Schickenhof, Syrafeld, Unterrabenthan, Unterrosenauerwald, Uttissenbach, Waldhams, Wolfsberg, Zwettl Stift, Zwettl

### Comuni mercato
- Altmelon
  - Altmelon, Dietrichsbach, Dürnberg, Fichtenbach, Großpertenschlag, Kleinpertenschlag, Kronberg, Kronegg, Marchstein, Perwolfs, Schwarzau
- Arbesbach
  - Arbesbach, Brunn, Etlas, Haselbach, Kamp, Neumelon, Pretrobruck, Purrath, Rammelhof, Schönfeld, Schwarzau, Wiesensfeld
- Bad Traunstein
- Echsenbach
  - Echsenbach, Gerweis, Großkainraths, Haimschlag, Kleinpoppen, Rieweis, Wolfenstein
- Göpfritz an der Wild
  - Almosen, Breitenfeld, Georgenberg, Göpfritz an der Wild, Kirchberg an der Wild, Merkenbrechts, Scheideldorf, Schönfeld an der Wild, Weinpolz
- Grafenschlag
  - Bromberg, Grafenschlag, Kaltenbrunn, Kleingöttfritz, Kleinnondorf, Langschlag, Schafberg, Wielands
- Großgöttfritz
  - Engelbrechts, Frankenreith, Großgöttfritz, Großweißenbach, Kleinweißenbach, Reichers, Rohrenreith, Sprögnitz
- Gutenbrunn
  - Gutenbrunn, Ulrichschlag
- Kirchschlag
  - Bernhardshof, Eck, Gaßles, Kienings, Kirchschlag, Merkengerst, Pleßberg, Roggenreith, Scheib, Schneeberg
- Kottes-Purk
  - Bernhards, Dankholz, Doppl, Elsenreith, Ensberg, Ernst, Felles, Fohra, Gotthardschlag, Gschwendt, Günsles, Heitzles, Hörans, Kalkgrub, Koppenhof, Kottes, Leopolds, Münichreith, Pfaffenschlag, Pötzles, Purk, Reichpolds, Richterhof, Runds, Schoberhof, Singenreith, Teichmanns, Trittings, Voirans, Voitsau, Weikartschlag, Wernhies
- Langschlag
  - Bruderndorf, Bruderndorferwald, Fraberg, Kainrathschlag, Kasbach, Kehrbach, Kleinpertholz, Kogschlag, Langschlag, Langschlägerwald, Mittelberg, Mitterschlag, Münzbach, Reichenauerwald, Schmerbach, Siebenhöf, Stierberg, Streith
- Martinsberg
  - Edlesberg, Kleingerungs, Kleinpertholz, Loitzenreith, Martinsberg, Mitterndorf, Oed, Pitzeichen, Poggschlag, Reitzendorf, Thumling, Walpersdorf, Weixelberg, Wiehalm
- Ottenschlag
  - Bernreith, Endlas, Jungschlag, Neuhof, Oedwinkel, Ottenschlag, Reith
- Pölla
  - Altpölla, Döllersheim, Franzen, Kienberg, Kleinenzersdorf, Kleinraabs, Krug, Neupölla, Nondorf, Ramsau, Reichhalms, Schmerbach am Kamp, Waldreichs, Wegscheid am Kamp, Wetzlas
- Rappottenstein
  - Aggsbach, Arnreith, Dietharts, Grossgundholz, Grötschen, Grünbach, Hausbach, Höhendorf, Kirchbach, Kleinnondorf, Lembach, Neustift, Oberrabenthan, Pehendorf, Pfaffendorf, Pirkenreith, Rappottenstein, Reichenbach, Riebeis, Ritterkamp, Roiten, Selbitz
- Sallingberg
  - Armschlag, Grainbrunn, Großnondorf, Heubach, Kamles, Kleinhaslau, Lugendorf, Moniholz, Rabenhof, Sallingberg, Spielleithen, Spielleithen, Voitschlag
- Schönbach
  - Aschen, Dorfstadt, Fichtenhöfen, Grub im Thale, Klein-Siegharts, Lengau, Lichtenau, Lohn, Pernthon, Schönbach
- Schwarzenau
  - Ganz, Großhaselbach, Hausbach, Limpfings, Modlisch, Schlag, Schwarzenau, Stögersbach
- Schweiggers
  - Großreichenbach, Kleinwolfgers, Limbach, Mannshalm, Meinhartschlag, Perndorf, Reinbolden, Sallingstadt, Schwarzenbach, Schweiggers, Siebenlinden, Streitbach, Unterwindhag, Vierlings, Walterschlag, Windhof
  - Biberschlag, Dietmanns, Gürtelberg, Haselberg, Hummelberg, Kaltenbach, Pfaffings, Prettles, Schönau, Spielberg, Stein, Traunstein, Walterschlag, Weidenegg
- Waldhausen
  - Brand, Gutenbrunn, Hirschenschlag, Königsbach, Loschberg, Niedernondorf, Niederwaltenreith, Obernondorf, Rappoltschlag, Waldhausen, Werschenschlag, Wiesenreith

### Comuni
- Bärnkopf